# Lamington (Kuchen)

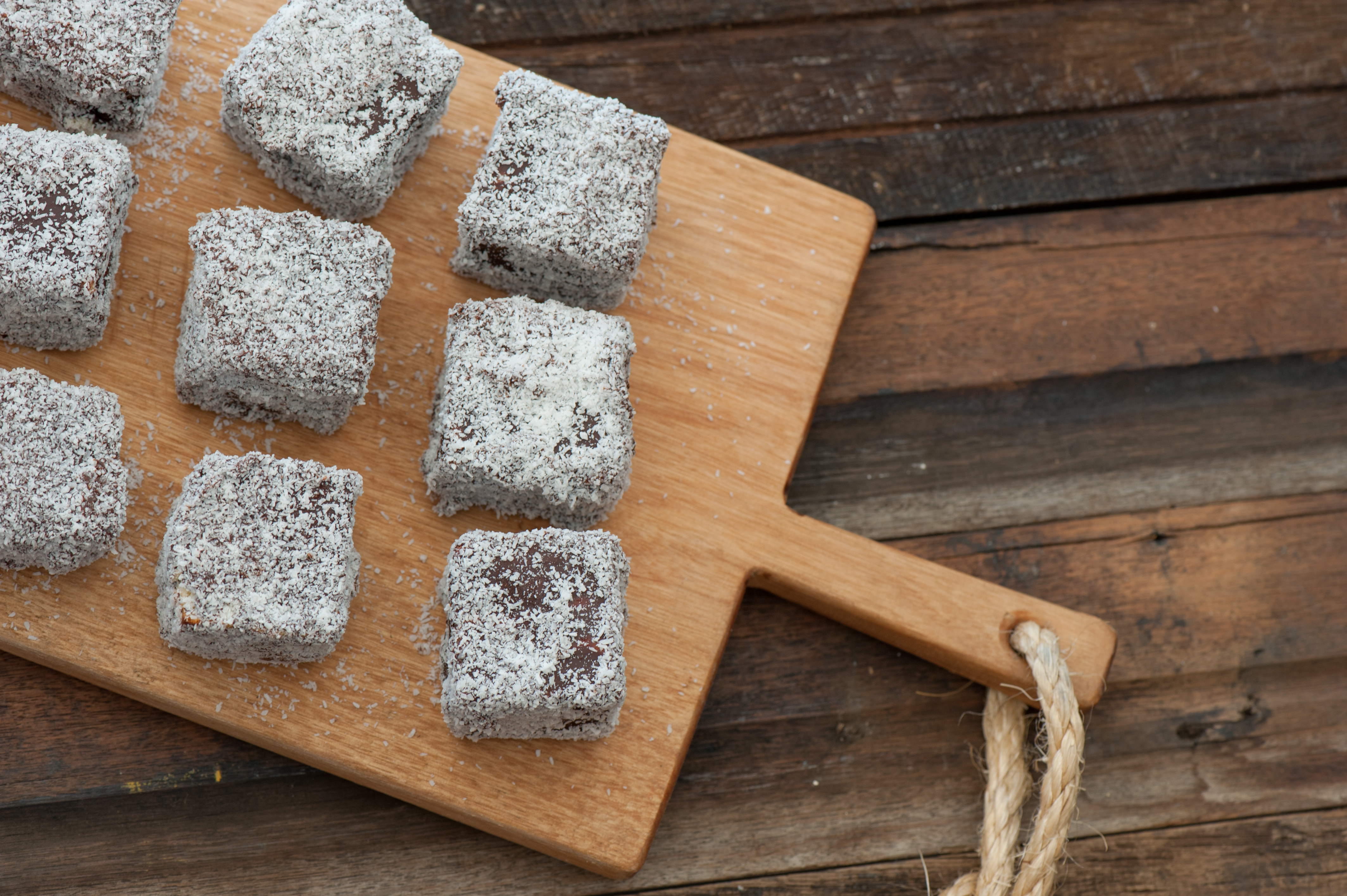
Lamingtons

Lamington ist ein Kleinkuchen aus dem englischsprachigen Raum, der besonders in Australien und Neuseeland bekannt ist. Er wurde nach Charles Cochrane-Baillie, 2. Baron Lamington, Gouverneur von Queensland 1896–1901, benannt.

## Geschichte
Es kann nicht bewiesen werden, dass der Lamington in den Küchen des Government House erfunden wurde, aber die Ehefrau des Gouverneurs dankte 1898 in einem Brief der Kochbuchautorin Hannah MacLurcan für ihr neuestes Buch. Es enthält jedoch keinen Hinweis auf den Kuchen. 
Einige Quellen nennen Amy Schauer als Urheberin, die von 1897 bis 1938 Kochlehrerin am Central College in Brisbane und eine anerkannte Autorität in kulinarischen Angelegenheiten war. Sie mochte angeblich reichhaltige Kuchen und Puddings sehr. Ihr Kochbuch The Schauer Cookery Book (1909) enthielt in seiner Ausgabe von 1935 fast 200 Kuchenrezepte. Das erste bekannte gedruckte Rezept für Lamingtons erschien jedoch schon früher, nämlich 1902 im Kochteil des Queenslander, einer Wochenzeitung, und wurde einem Abonnenten zugeschrieben. Von diesem Zeitpunkt an häuften sich die Rezepte für den Kuchen.

## Sonstiges
In der Schweiz werden ähnliche kleine Kuchen unter dem Namen Kokoswürfel in den Filialen des Detailhändlers Coop vertrieben. In Österreich heißt dieses Dessert Raunigel oder Rauwurzen.
Čupavci sind ein Dessert aus dem ehemaligen Jugoslawien, vornehmlich Bosnien, Serbien, Kroatien und Montenegro. Die Čupavci sind kleine Kuchen aus Rührteig bzw. Biskuitteig, die in Schokolade getunkt und mit getrockneten Kokosnussraspeln bestreut sind. Der Name Čupavci ist abgeleitet von čupavi = haarig, fusselig, nach dem Aussehen der Kokosnussschale.